# Lords de la Congrégation

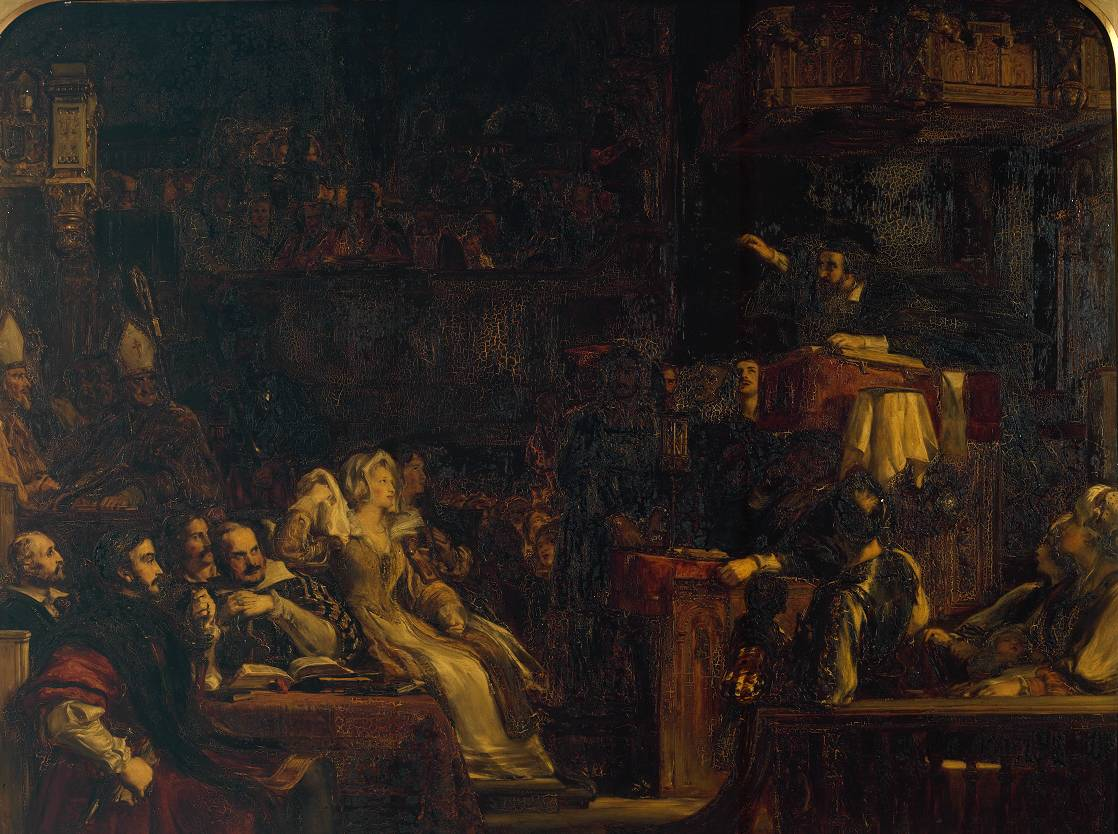
Prêche de Knox devant les Lords de la congrégation, le 10 juin 1559 (David Wilkie, 1832)

Les Lords de la congrégation (scots : Lairds o the Congregatioun), à l'origine, se font appeler les Fidèles. Il s'agit d'un groupe de nobles écossais protestants du milieu du XVIe siècle, qui sont favorables à une réforme de l'Église catholique pour que l'Écosse se conforme aux principes protestants et s'allie avec l'Angleterre.

## Événements historiques
En décembre 1557, un groupe de seigneurs écossais s'oppose au mariage de la reine Mary d'Écosse avec le dauphin de France. Ce groupe a signe le « First Band », ou Covenant, qui vise à remplacer le catholicisme par le protestantisme en Écosse. Les premiers membres de ce groupe étaient le comte d'Argyll, son frère Colin Campbell, le comte de Glencairn, le comte de Morton et John Erskine de Dun, bien que d'autres, comme William Douglas de Whittinghame, suivirent rapidement.
À la suite des émeutes religieuses à Perth, les Lords obtiennent le soutien et apportent une aide militaire à John Knox pour s'opposer aux troupes de Marie de Guise, régente d'Écosse. Ils écrivent à Henri Cleutin et à Marie de Guise pour exposer leur cas le 22 mai. La lettre destinée à Marie de Guise est placée sur son siège, dans la chapelle royale du château de Stirling. Elle le trouve et le glisse discrètement dans la poche de sa robe.
En juin, à Cupar Muir dans le Fife, les Lords ont déploient une force armée capable d'affronter l'armée française et écossaise dirigée conjointement par le duc de Châtellerault, régent d'Écosse et par Henri Cleutin, lieutenant du roi de France. En juillet 1559, les Lords de la Congrégation prennent Édimbourg. En septembre, Châtellerault et son fils, le comte d'Arran, changent de camp ; il devient chef de la Congrégation des Seigneurs.
Marie de Guise était jusqu'alors assez tolérante avec les protestants, considérant que leurs motifs étaient séculiers pour l'essentiel mais la reine Marie Stuart et le roi François II lui déclarent, en novembre 1559, que les Lords de la Congrégation agissent de manière malveillante, sous couvert de motifs religieux. Les troupes françaises repoussent alors les Lords et l'armée protestante vers Stirling et Fife.
Par le traité de Berwick, en février 1560, les Lords demandent officiellement à l'armée anglaise d'intervenir pour résister aux troupes françaises. Le conflit armé se concentre alors sur le siège de Leith. Après la mort de la régente Marie de Guise et la fin des hostilités à Leith, actées par le traité d'Édimbourg, la Réforme écossaise entre en vigueur au Parlement d'Écosse en août 1560.
William Kirkcaldy de Grange et John Knox établissent une liste des membres de la Congrégation qui ont expulsé les troupes de Marie de Guise de Perth en juin 1559 dont, notamment :
- Archibald Campbell, 5e comte d'Argyll
- James Stewart, prieur de St Andrews, qui deviendra plus tard régent Moray
- Andrew Leslie, 5e comte de Rothes
- John Graham, 4e comte de Menteith
- Patrick Ruthven, 3e seigneur Ruthven
- James Ogilvy, 5e seigneur Ogilvy d'Airlie
- David, 2e Lord Drummond
- Patrick Lindsay, maître de Lindsay
- William Douglas, Laird de Lochleven
- John Wishart, Laird de Pitarro
- William Murray, laird de Tullibardine
- Colin Campbell, Laird de Glenorchy.

Ils sont rejoints à Édimbourg en juillet 1559 par : Alexander Cunningham, comte de Glencairn ; le comte de Morton ; seigneur Erskine ; Robert, seigneur Boyd ; seigneur Ochiltree ; Hugh Campbell, shérif d'Ayr ; et le Laird de Calder.
Knox et Kirkcaldy notent également le nom de six autres Lords qui n'avaient pas encore déclaré leur alliance en juillet 1559 : William Keith, 4e comte Marischal ; le comte d'Athol ; seigneur Forbes ; James Douglas, Laird de Drumlanrig ; le Laird de Lochinvar ; et le Laird de Garlies.
En octobre 1559, le conseil politique des Lords  comprend : l'ancien régent Arran ; son fils le 3e comte d'Arran ; le comte d'Argyll ; le prieur de St Andrews ; le comte de Glencairn ; seigneur Ruthven ; Robert, 4e seigneur Boyd ; seigneur Maxwell ; Erskine de Dun; Wishart de Pitarrow ; Henry Balnaves de Halhill ; Kirkcaldy de Grange et James Halyburton lord-prévôt de Dundee.
D'un point de vue théologique, la congrégation est guidée par :
- Alexander Gordon, évêque de Galloway
- John Knox
- Maître Christopher Goodman d'Angleterre
- John Willock[8].

## Manifeste et rhétorique
Plusieurs lettres et accords signés par les Lords exposent leurs vues et justifient leurs objectifs. Une lettre du 24 janvier 1560, visant à solliciter l'aide de George Hay, comte d'Erroll, connétable héréditaire d'Écosse, expose l'objectif laïc d'expulser les garnisons françaises pour justifier la demande de soutien des soldats anglais.